# Shayna Jack
Shayna Louise Jack (Brisbane, 6 de noviembre de 1998) es una deportista australiana que compite en natación.
Participó en los Juegos Olímpicos de París 2024, obteniendo dos medallas de oro en las pruebas de 4 × 100 m libre y 4 × 200 m libre.
Ganó catorce medallas en el Campeonato Mundial de Natación entre los años 2017 y 2024, y una medalla de oro en el Campeonato Pan-Pacífico de Natación de 2018.
En junio de 2019 dio positivo en un control antidopaje por un anabólico prohibido. El Tribunal de Arbitraje Deportivo la sancionó con una suspensión de dos años.
En 2025 fue condecorada con la Medalla de la Orden de Australia (OAM). Estudió Criminología y Justicia Penal en la Universidad Griffith.
En 2025 participa en el reality show de Network 10 I'm a Celebrity...Get Me Out of Here!

## Palmarés internacional
| Juegos Olímpicos        | Juegos Olímpicos   | Juegos Olímpicos  | Juegos Olímpicos        |
| Año                     | Lugar              | Medalla           | Prueba                  |
| ----------------------- | ------------------ | ----------------- | ----------------------- |
| 2024                    | París (Francia)    | Medalla de oro    | 4 × 100 m libre         |
| 2024                    | París (Francia)    | Medalla de oro    | 4 × 200 m libre         |
| Campeonato Mundial      |                    |                   |                         |
| Año                     | Lugar              | Medalla           | Prueba                  |
| 2017                    | Budapest (Hungría) | Medalla de plata  | 4 × 100 m libre         |
| 2022                    | Budapest (Hungría) | Medalla de oro    | 4 × 100 m libre         |
| 2023                    | Fukuoka (Japón)    | Medalla de plata  | 50 m libre              |
| 2022                    | Budapest (Hungría) | Medalla de plata  | 4 × 100 m estilos mixto |
| 2023                    | Fukuoka (Japón)    | Medalla de oro    | 4 × 100 m libre         |
| 2023                    | Fukuoka (Japón)    | Medalla de oro    | 4 × 200 m libre         |
| 2023                    | Fukuoka (Japón)    | Medalla de oro    | 4 × 100 m libre mixto   |
| 2023                    | Fukuoka (Japón)    | Medalla de plata  | 4 × 100 m estilos mixto |
| 2024                    | Doha (Catar)       | Medalla de oro    | 4 × 100 m estilos       |
| 2024                    | Doha (Catar)       | Medalla de plata  | 4 × 100 m libre         |
| 2024                    | Doha (Catar)       | Medalla de plata  | 4 × 100 m libre mixto   |
| 2024                    | Doha (Catar)       | Medalla de plata  | 4 × 100 m estilos mixto |
| 2024                    | Doha (Catar)       | Medalla de bronce | 100 m libre             |
| 2024                    | Doha (Catar)       | Medalla de bronce | 4 × 200 m libre         |
| Campeonato Pan-Pacífico |                    |                   |                         |
| Año                     | Lugar              | Medalla           | Prueba                  |
| 2018                    | Tokio (Japón)      | Medalla de oro    | 4 × 100 m libre         |